# White Hart Lane

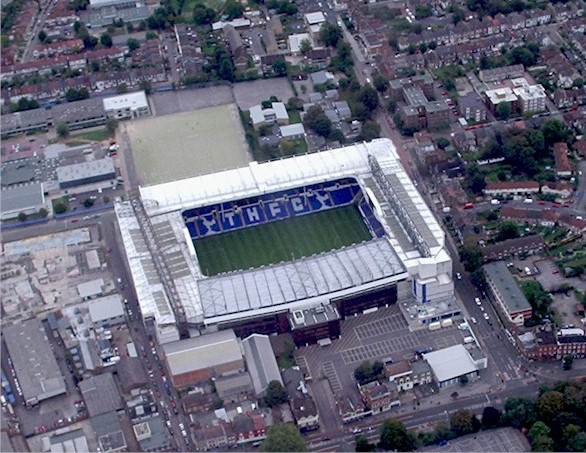
Flygfoto över arenans östra sida

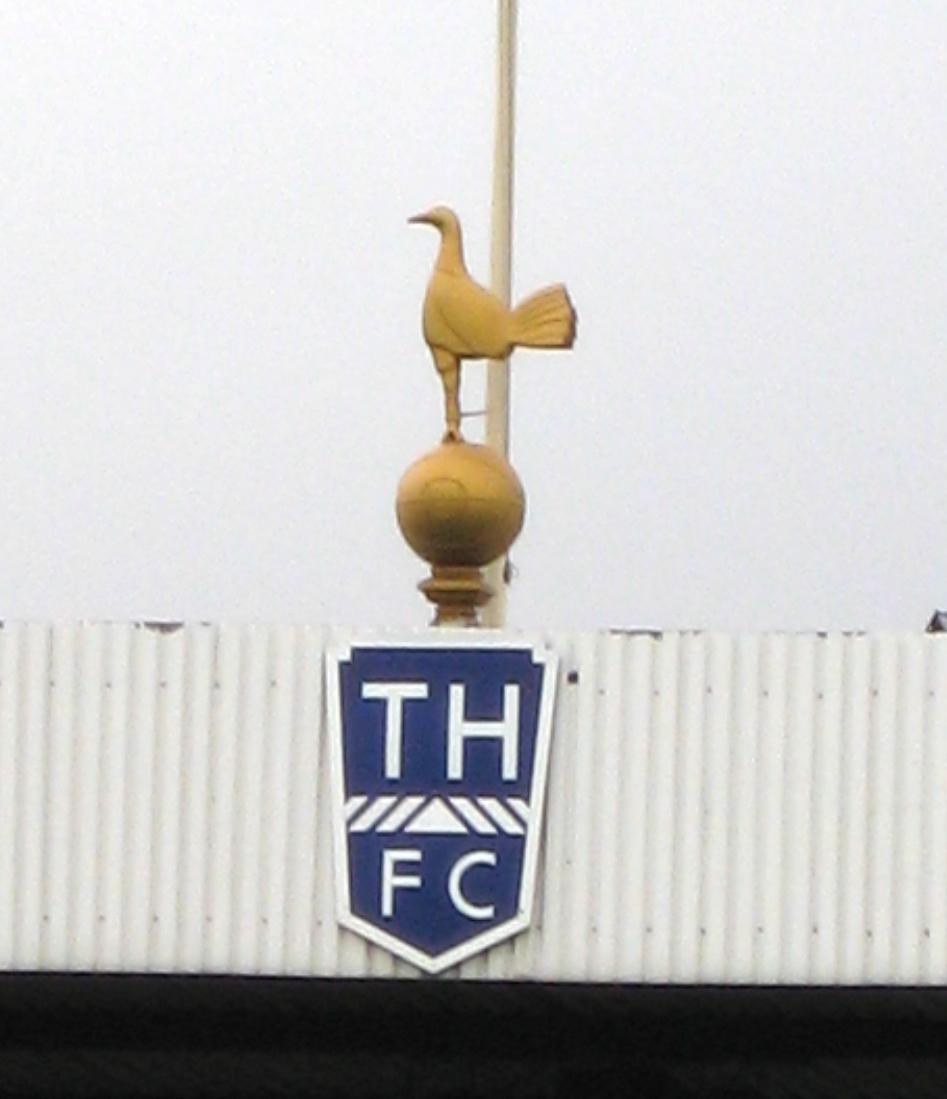
Tuppen på White Hart Lanes tak

White Hart Lane var en fotbollsarena belägen i stadsdelen Tottenham i norra London, England. White Hart Lane var hemmaarena för Tottenham Hotspur från den 4 september 1899 till den 14 maj 2017. Invigningsmatchen på White Hart Lane spelades mot Notts County. Tottenham vann med 4–1 inför 5 000 åskådare. Nästan 118 år senare avslutades den långa epoken på White Hart Lane med att Tottenham besegrade Manchester United med 2–1 i Premier League.
Den ikoniska statyn med en tupp på en fotboll installerades på White Hart Lane säsongen 1909/10. Arenans publikrekord, 75 038 åskådare, sattes i en FA-cupmatch mot Sunderland den 5 mars 1938. White Hart Lane hade kring denna tid en publikkapacitet på 80 000 åskådare. Arenan, som i folkmun ofta kallas "The Lane", har även varit värd för Englands herrlandslag och U21-landslag. 
Under 1960-talet noterade White Hart Lane publiksiffror runt 70 000, men i takt med att ståplats ersattes med sittplatser sjönk kapaciteten betydligt. I början av 2000-talet hade White Hart Lane en publikkapacitet på 36 284 åskådare. Planstorleken på 100 x 67 meter (eller 6 700 kvadratmeter) var en av de minsta i Premier League. Efter delvis påbörjade rivningsarbeten sommaren 2016 demolerades hela arenan direkt efter säsongen 2016–17. Den sista säsongen på White Hart Lane spelades med en begränsad kapacitet på 32 000 åskådare.
Den 3 april 2019 invigdes Tottenham Hotspur Stadium. Den nya arenan, som ligger på samma plats som White Hart Lane, hade år 2021 en publikkapacitet på 62 850 åskådare. Tottenham Hotspur Stadium är resultatet av det så kallade utvecklingsprojektet Northumberland. En 4,5 meter hög replika av den gyllene tuppen från White Hart Lanes barndom kröner toppen på den nya arenan.

## Historia
Tottenham Hotspur flyttade till White Hart Lane 1899 och gjorde om det som ursprungligen var en plantskola ägd av bryggerikedjan Charringtons till en fotbollsplan. Den första matchen på White Hart Lane resulterade i en 4–1-hemmaseger mot Notts County med cirka 5 000 supportrar som bevittnade första matchen och segern på den nya hemmaplanen som vid den tiden kallades antingen High Road ground eller White Hart Lane.
White Hart Lane undergick en ombyggnation i början av 20-talet med hjälp av arenautvecklaren Archibald Leitch som utformade en huvudsakligen fyrkantig stadion med en kapacitet på 15 300 åskådare och en stående sektion för 700 åskådare tillsammans med den kända tuppen som placerades på arenan vid slutet av säsongen 1909–1910. Nybyggen fortsatte under 1910-talet när den träläktaren till öst ersattes av en i betong, vilket ökade publikkapaciteten till över 50 000. Arenan fortsatte att renoveras och 1925, mycket tack vare FA-cuptiteln 1921, byggdes både Paxton Road Stand och Park Lane Stand ut och var mestadels takförsedda. Planen överblickades av en bronstupp, klubbens maskot, vilken fortfarande håller ett vakande öga på händelserna från taket på West Stand.
På 1930-talet hade fotbollen ett stort följe, och trots Tottenhams brist på framgång vid den tiden bevittnade 75 038 åskådare Spurs prestationer mot Sunderland i FA-cupen i mars 1938. Arenan var värd för träningslandskamper inför de olympiska sommarspelen 1948. År 1953 introducerades strålkastare på arenan och användes för första gången i en träningsmatch mot Racing Club de Paris i september samma år. Dessa renoverades igen på 1970-talet och uppdaterades successivt med ny teknik sedan dess. Vid det här laget var Tottenham etablerat som en av Englands bästa klubbar som lockade bland de högsta publiksiffrorna i landet på en regelbunden basis. Mellan 1908 och 1972 var White Hart Lane en av mycket få brittiska fotbollsplaner som var helt fri från reklamskyltar.
Staket runt hela området byggdes mellan läktaren och planen under 1970-talet för att förhindra planinvasioner. Detta togs dock bort 18 april 1989 av säkerhetsskäl som reaktion på Hillsborougholyckan i vilken 96 Liverpoolsupportrar omkom, de flesta av dem krossades till döds mot stängsel i ett överfullt ståplatsområde. The West Stand ersattes i början av 1980, men projektet tog över 15 månader att genomföras och blev dyrare än budgeterat, med ekonomiska konsekvenser som följd. West Stand löpte parallellt med Tottenham High Road och var ansluten till den genom Bill Nicholson Way.
I början av 1990-talet färdigställdes South Stand och man satte upp den första Jumbotron-videoskärmen, av vilka det finns nu två, en på vardera kortsida. Renoveringen av Members' (North) Stand som nåddes via Paxton Road avslutades 1998 och gav arenan dess slutgiltiga form. 

### Ny arena, men rötterna kvar i Tottenham
Vid millennieskiftet, efter att ha fallit efter i publikkapacitet jämfört med många andra lag i Permier League, inleddes samtal om framtiden för White Hart Lane och Tottenham Hotspurs hemmaarena. Under årens lopp har många alternativ och idéer ryktas i media, bland dessa en flytt till Wembley Stadium samt Londons Olympiastadion, något som dock uteslutits av klubben.
Den 14 maj 2017 var White Hart Lane värd för sin sista match i ett Premier League-möte mellan Tottenham Hotspur och Manchester United. Matchen slutade i en 2–1-seger för hemmalaget efter mål av Victor Wanyama och Harry Kane och hemmalaget säkrade därmed sin högsta ligaplacering sedan 1963 efter att ha gått obesegrade på hemmaplan. Det sista målet på arenan gjordes av Manchester Uniteds Wayne Rooney. Rivningsarbetet på arenan inleddes sedan dagen därpå.
Den 3 april 2019 invigdes Tottenham Hotspur Stadium. Den nya arenan, som ligger på samma plats som White Hart Lane, hade år 2021 en publikkapacitet på 62 850 åskådare.